# Hemiodus unimaculatus
Hemiodus unimaculatus is een straalvinnige vissensoort uit de familie van de penseelvissen (Hemiodontidae). De wetenschappelijke naam van de soort is voor het eerst geldig gepubliceerd in 1794 door Bloch.
Deze zoetwatervis bewoont zowel snelstromende rivieren als overstroomde beemden. Hij wordt tot 21,5 cm lang en zijn verspreidingsgebied omvat Guyana, Suriname, Frans Guiana en Brazilië. De vis komt in het Brokopondostuwmeer voor.